# (500079) 2011 WY92
(500079) 2011 WY92 es un asteroide perteneciente al cinturón de asteroides, descubierto el 22 de diciembre de 2008 por el equipo del Spacewatch desde el Observatorio Nacional de Kitt Peak, Arizona, Estados Unidos.

## Designación y nombre
Designado provisionalmente como 2011 WY92.

## Características orbitales
2011 WY92 está situado a una distancia media del Sol de 2,235 ua, pudiendo alejarse hasta 2,731 ua y acercarse hasta 1,740 ua. Su excentricidad es 0,221 y la inclinación orbital 4,764 grados. Emplea 1221,24 días en completar una órbita alrededor del Sol.

## Características físicas
La magnitud absoluta de 2011 WY92 es 18.